# GlobalWeb
Globalweb é uma empresa de que presta serviços e soluções de Tecnologia da Informação (TI).

## História
A Globalweb, fundada em 2010, a empresa se inspirou na tabela periódica de elementos para demonstrar sua diversidade e inovação em tecnologia. GlobalWeb é parceira exclusiva do data center ‘’’CoreSite’’’ do do grupo Carlyle, nos Estados Unidos.